# Journal for Religion, Film and Media
Das Journal for Religion, Film and Media, kurz JRFM, ist eine halbjährlich erscheinende wissenschaftliche Fachzeitschrift, die sich mit der vielfältigen Wechselwirkung von Religion und audiovisuellen Medien auseinandersetzt. JRFM ist interdisziplinär angelegt und bietet entsprechend unterschiedliche methodische und theoretische Zugänge zu je einem spezifischen Themenschwerpunkt. Jede Ausgabe enthält zudem eine Open Section und Medien-Rezensionen zu Büchern, Filmen, Computerspielen etc.
Das Journal erscheint auf Englisch, ist double-blind peer-reviewed und sowohl online als Open Access-Ausgabe als auch als Print on Demand beim Schüren Verlag Marburg erhältlich. Calls for Papers werden sowohl auf der Homepage des Journals als auch auf der Facebook-Seite veröffentlicht.

## Geschichte
2013 wurde das Konzept eines europäischen Open-Access-Journals, das sich mit dem Bereich Medien und Religion befasst, von Christian Wessely (Karl-Franzens-Universität Graz) und Daria Pezzoli-Olgiati (damals Universität Zürich, heute Ludwig-Maximilians-Universität München) entwickelt. Bärbel Beinhauer-Köhler (Philipps-Universität Marburg), Anna-Katharina Höpflinger (damals Universität Zürich, heute Ludwig-Maximilians-Universität München), Stefanie Knauss (Villanova University, US), Marie-Therese Mäder (damals Universität Zürich/MIT, US, heute Ludwig-Maximilians-Universität München), Alexander D. Ornella (Universität Hull) und Davide Zordan (Fondazione Bruno Kessler Trento) erklärten sich dazu bereit, als Herausgeber der Zeitschrift zu fungieren.
Der Schüren Verlag in Marburg übernahm die verlagliche Betreuung und die Publikation der Zeitschrift als Print on Demand. Die erste Ausgabe des JRFM erschien am 15. November 2015. Im März 2016 stieß Philippe Bornet (Universität Lausanne) zum Redaktionskomitee, da Davide Zordan im Oktober 2015 unerwartet verstorben war. Seit 2018 ist die Projektkoordinatorin Natalie Fritz (Ludwig-Maximilians-Universität München) ebenfalls Mitglied des Editorial Boards.
Seit Herbst 2015 erscheint im Halbjahresrhythmus jeweils am 15. Mai und 15. November eine Ausgabe, die sich jeweils eines spezifischen Themas vertieft annimmt. Daneben wird eine Open Section geführt, in der jeweils aktuelle Themenstellungen Platz finden, die nicht durch den auf die Ausgabe bezogenen Call for Papers abgedeckt werden.
Das Projekt wird von der Universität Graz, der Ludwig-Maximilians-Universität München, der Villanova University und dem Land Steiermark unterstützt. Die Online-Ausgabe wird von der Universitätsbibliothek Graz gehostet.

## Bisherige Ausgaben
- Current Trends in the Study of Religion, Film and Media: Celebrating Ten Years of JRFM – Nach zehn ereignisreichen Jahren der Herausgabe einer wissenschaftlichen Open-Access-Zeitschrift im Bereich Religion, Film und Medien ist es Zeit zu feiern. Die Ausgabe blickt nicht nur auf die Anfänge zurück und bewertet die Herausforderungen und Chancen im Hinblick auf das wissenschaftliche Open-Access-Publizieren, sondern wirft auch einen Blick in die Zukunft und überlegt, welche Entwicklungen möglich sein könnten.
- Escaping the Moment. Time Travel as a Negotiation of Transcendence – Wie gerne würden wir manchmal in der Zeit zurückreisen, um Dinge anders anzupacken, andere Entscheidungen zu treffen oder sie ungeschehen zu machen. Doch, wer weiss schon, was alles passieren könnte, wenn plötzlich jeder Mensch in der Zeit umherspringen und ihren Gang nach dem eigenen Gusto ändern würde ...  Alles kleine Schöpfer und Schöpferinnen... Diese Ausgabe beschäftigt sich aus unterschiedlichen Perspektiven mit dem faszinierenden und höchst populären Thema Zeitreise und den damit verbundenen Implikationen
- Fiction, Religion and Politics in The Handmaid's Tale – Margaret Atwood's Roman The Handmaid's Tale wurde seit der Veröffentlichung 1985 auf unterschiedlichste Art und Weise medial adaptiert und bestimmte Motive fanden auch Eingang in aktuelle politische Debatten. Die Ausgabe beschäftigt sich mit den komplexen Wechselwirkungen zwischen Fiktion, Religion und Politik ausgehend von diesem einflussreichen literarischen Werk.
- Here Be Dragons. East Asian Film and Religion – Die Medienproduktion ist ein zentrales Element ostasiatischer Populärkultur, die auch international großen Anklang findet. Religiöse Narrative und Motive spielen in vielen Produktionen eine wichtige Rolle. Diese Ausgabe eröffnet einen Einblick in das faszinierende Forschungsfeld Medien-Asien-Religion.
- Paradise Lost. Presentation of Nostalgic Longing in Digital Games – Diese Ausgabe diskutiert verschiedene Phänomene im Bereich Digital Gaming, die auf eine spezifische Weise an eine romantische und idealisierte Vergangenheit erinnern, eine „unschuldige“ Phase innerhalb der Menschheitsgeschichte.
- Academic Teaching with Short Films in Religion and Ethics – Inwiefern können Kurzfilme für die Lehre fruchtbar gemacht werden? Welche Zugänge und Vorgehensweisen funktionieren und welche Aspekte müssen bei der Vorbereitung bedacht werden?
- The Good, the Bad and the Ugly. Theoretical and Methodological Challenges in Media Ethics and Religion – Die Ausgabe beschäftigt sich mit medienethischen Herausforderungen und Chancen im zeitgenössischen Kontext und stellt zudem die Frage, wie Medienethik als angewandte Ethik gelehrt werden kann.
- Media and Religion in (Post)Colonial Societies. Dynamics of Power and Resistance – Die Ausgabe geht der Frage nach, wie Religion und Medien an der Dynamik zwischen dem teilnehmen, was oft als „westlich“ und dem, was als „Rest“ von Kolonisatoren und der indigenen Bevölkerung wahrgenommen wird.
- Materiality of Writing. Reconsidering Religious Texts – Die Ausgabe geht der Frage nach, welche Rolle die Materialität eines religiösen Textes spielt und welche performative Qualität die Verarbeitung, die verwendeten Materialien und ihre räumliche Inszenierung aufweist.
- Religion and Popular Music – Inwiefern spielt Musik eine Rolle bei der Vermittlung religiöser Inhalte? Weshalb greifen bspw. Black Metal, Pop, aber auch Folk Music religiöse Narrative und Symbole auf? Die Artikel der Ausgabe gehen diesen Fragen nach.
- Science Fiction and Religion – Neue Welten erkunden, Neues schaffen und Altes hinterfragen ... Die Ausgabe geht den mannigfaltigen Wechselwirkungen zwischen Religion und Science Fiction nach.
- Apocalyptic Imaginings – Die Ausgabe beschäftigt sich mit unterschiedlichen medialen Repräsentationen der Apokalypse.
- Understanding Jesus in the Early Modern Period and Beyond. Across Text and Other Media – Das Leben Jesu auf der Erde faszinierte die Menschen aus unterschiedlichen Kulturräumen und religiösen Traditionen. Die Ausgabe beschäftigt sich mit den medialen Darstellungen, die sich darauf beziehen.
- Special Edition: Selected Papers of JRFM – Die Spezialausgabe präsentiert eine Auswahl an Artikel der Ausgaben bis 2019, die sich dem Thema Religion, Film und Medien auf unterschiedliche Weise annähern.
- „Who, Being Loved, Is Poor?“ Material and Media Dimensions of Weddings – Die Ausgabe ist dem Thema Medialität der Hochzeit gewidmet und untersucht Inszenierungen des Eheschliessungsrituals in diversen Medien.
- Trauma, Memory and Religion – Die Ausgabe beschäftigt sich mit der Wechselwirkung zwischen Traumata, Erinnerung und Religion anhand unterschiedlicher medialer Repräsentationen in verschiedenen Kulturräumen.
- Using Media in Religious Studies – Wie können Medien fruchtbar in die religionswissenschaftliche Lehre integriert werden? Dieser und anderen Fragen geht die Ausgabe nach.
- Drawn Stories, Moving Images. Comic Books and their Screen Adaptations – Gut und Böse, märtyrerhafte Helden und apokalyptische Szenarien sind Grundbausteine vieler Comicerzählungen und ihrer filmischen Adaptionen. Die Ausgabe geht den religiösen Motiven, Narrativen und Grundfragen in diesen medialen Repräsentationen nach.
- From Social Criticism to Hope. The Cinema of the Dardenne Brothers – Realistisch, kritisch und dennoch voller Hoffnung. Das Kino der Dardenne-Brüder ist ein Schatz für Forschende, die sich mit der Wechselwirkung von Religion und Medien auseinandersetzen – das zeigt diese Ausgabe deutlich.
- „I Sing the Body Electric“. Body, Voice, Technology and Religion – Körper und Stimme sind Medien der Kommunikation, auch der religiösen. Welchen Stellenwert hat hier die Technologie?
- Thinking Methods in Media and Religion – Die Erstausgabe nähert sich dem Forschungsgebiet Medien und Religion methodisch und interdisziplinär an und zeigt damit auf, wie vielfältig die Wechselwirkungen zwischen den beiden Feldern sind.

## Netzwerke
- Religion, Film, Media – Internationale Forschungsplattform[4]
- Interfilm – Internationale Kirchliche Filmorganisation[5]
- Signis – Katholischer Weltverband für Kommunikation
- International Exchange on Media and Religion – Internationale Forschungsgruppe
- Medien und Religion – Internationale Forschungsgruppe[6]
- Internationale Forschungsgruppe Film und Theologie[7]